# Восточный голиаф
Восточный голиаф (лат. Goliathus orientalis) — вид жесткокрылых насекомых из подсемейства бронзовок внутри семейства пластинчатоусых.

## Описание
Длина тела имаго 50—100 мм. Основной фон окраски белый. Надкрылья несут на себе сложный и вариабельный рисунок из белых пятен, окруженных чёрной каймой. Грудной щит без выемки. Передние голени только у самки с зубцами. Самцы на голове имеют похожий на рог Y-образный отросток. У самки выростов нет, голова в форме щита, что способствует копанию земли для откладывания яиц.

## Вариабельность
В связи с изменчивостью чёрно-белого рисунка на надкрылья выделяется несколько подвидов:
- Goliathus orientalis orientalis Moser, 1909
- Goliathus orientalis preissi Moser, 1909
- Goliathus orientalis pustulatus Sjostedt, 1928
- Goliathus orientalis undulatus Kraatz, 1897

## Биология
В дневное время жуки активно летают и большую часть времени проводят в кронах деревьев. На землю спускаются крайне редко. Питаются вытекающим соком деревьев и перезрелыми фруктами.

## Ареал
Распространён в Республике Конго, Демократический Республике Конго и Танзании. Обитают только в песчаных местностях с редкими деревьями
- С расправленными крыльями
- Самец Goliathus orientalis preissei
- Самец